# 414 Liriope
414 Liriope este un asteroid din centura principală, descoperit pe 16 ianuarie 1896, de Auguste Charlois.